# Mr. and Mrs. Used to Be
| Recensione | Giudizio |
| ---------- | -------- |
| AllMusic   | [ 1 ]    |

Mr. and Mrs. Used to Be è un album discografico a nome di Ernest Tubb and Loretta Lynn, pubblicato dalla casa discografica Decca Records nell'agosto del 1965.

## Tracce

### LP
Lato A
1. Mr. and Mrs. Used to Be – 2:41 (Joe Deaton) – Registrato il 10 marzo 1964 al Columbia Recording Studio, Nashville, Tennessee
2. I'll Just Call You Darling – 2:25 (Johnny Colmus) – Registrato il 10 marzo 1964 al Columbia Recording Studio, Nashville, Tennessee
3. I Reached for the Wine – 2:39 (Joyce Allsup) – Registrato il 18 gennaio 1965 al Columbia Recording Studio, Nashville, Tennessee
4. My Past Brought Me to You (Your Past Brought You to Me) – 2:45 (Bill Brock) – Registrato il 18 gennaio 1965 al Columbia Recording Studio, Nashville, Tennessee
5. Are You Mine? – 2:41 (Jim Amadio, Don Grashey, Myrna Petrunka) – Registrato il 12 gennaio 1965 al Columbia Recording Studio, Nashville, Tennessee
6. Our Hearts Are Holding Hands (Bill Anderson) – Registrato il 19 gennaio 1965 al Columbia Recording Studio, Nashville, Tennessee

Lato B
1. Keep Those Cards and Letters Coming In – 1:55 (Harlan Howard) – Registrato il 19 gennaio 1965 al Columbia Recording Studio, Nashville, Tennessee
2. Just Between the Two of Us – 3:51 (Liz Anderson) – Registrato il 12 gennaio 1965 al Columbia Recording Studio, Nashville, Tennessee
3. We're Not Kids Anymore (Loretta Lynn) – Registrato il 19 gennaio 1965 al Columbia Recording Studio, Nashville, Tennessee
4. Love Was Right Here All the Time – 2:30 (Billy Henson, Charles Snoddy) – Registrato il 10 marzo 1964 al Columbia Recording Studio, Nashville, Tennessee
5. Two in the Cold – 2:36 (Ellen Reeves) – Registrato il 10 marzo 1964 al Columbia Recording Studio, Nashville, Tennessee
6. A Dear John Letter – 2:37 (Billy Barton, Lewis Talley, Fuzzy Owens) – Registrato il 18 gennaio 1965 al Columbia Recording Studio, Nashville, Tennessee

- La durata dei brani: Our Hearts Are Holding Hands e We're Not Kids Anymore, non sono riportati sui vinili originali (MG 9822 / MG 9823)

## Musicisti
Mr. and Mrs. Used to Be / I'll Just Call You Darling / Love Was Right Here All the Time / Two in the Cold
- Loretta Lynn - voce
- Ernest Tubb - voce
- Leon Rhodes - chitarra
- Jerry Shook - chitarra
- Cal Smith - chitarra
- Buddy Charleton - chitarra steel
- Bill Pursell - pianoforte
- Jack Drake - contrabbasso
- Jack Greene - batteria
- Owen Bradley - produttore

I Reached for the Wine / My Past Brought Me to You (Your Past Brought You to Me) / A Dear John Letter
- Loretta Lynn - voce
- Ernest Tubb - voce
- Leon Rhodes - chitarra
- Jerry Shook - chitarra
- Cal Smith - chitarra
- Buddy Charleton - chitarra steel
- Jerry Smith - pianoforte
- Jack Drake - contrabbasso
- Jack Greene - batteria
- Owen Bradley - produttore

Are You Mine? / Just Between the Two of Us
- Loretta Lynn - voce
- Ernest Tubb - voce
- Leon Rhodes - chitarra
- Jerry Shook - chitarra
- Cal Smith - chitarra
- Buddy Charleton - chitarra steel
- Bill Pursell - pianoforte
- Jack Drake - contrabbasso
- Jack Greene - batteria
- Owen Bradley - produttore

Our Hearts Are Holding Hands / Keep Those Cards and Letters Coming In / We're Not Kids Anymore
- Loretta Lynn - voce
- Ernest Tubb - voce
- Leon Rhodes - chitarra
- Jerry Shook - chitarra
- Cal Smith - chitarra
- Buddy Charleton - chitarra steel
- Jerry Smith - pianoforte
- Jack Drake - contrabbasso
- Jack Greene - batteria
- Owen Bradley - produttore[3]

Note aggiuntive
- Ernest Tubb - note retrocopertina album originale[4]

## Classifica
Album
| Anno | Classifica         | Posizione raggiunta |
| ---- | ------------------ | ------------------- |
| 1965 | Top Country Albums | 13                  |

Singoli
| Anno | Titolo del brano             | Classifica        | Posizione raggiunta |
| ---- | ---------------------------- | ----------------- | ------------------- |
| 1964 | Mr. and Mrs. Used to Be      | Hot Country Songs | 11                  |
| 1965 | Our Hearts Are Holding Hands | Hot Country Songs | 24                  |